# Английска висша лига - 1990/1999

## Превю

### 1992/1993
- Най-отдалечени тимове в елита през сезон 1992/1993 са Мидълзбро и Саутхямптън
- Шампионската титла през сезона отива в Манчестър Юнайтед, като те я печелят с 10 точки преднина пред втория Астън Вила.
- През този сезон в елита играе тимът на Олдъм, който завършва на 19-а позиция и оцелява.
- Най-голяма победа като гост постига Ковънтри, като побеждава с 2:5 Блекбърн Роувърс.
- Най-голяма победа като домакин постига Блекбърн Роувърс над ФК Норич Сити с фамозното 7:1.
- През сезона са отбелязани 1222 гола.

## Голмайстори по сезони
| Сезон   | Голмайстор, клуб                                                                         | Брой голове |
| ------- | ---------------------------------------------------------------------------------------- | ----------- |
| 1990-91 |                                                                                          |             |
| 1991-92 |                                                                                          |             |
| 1992-93 | Теди Шерингам, Тотнъм Хотспър                                                            | 22          |
| 1993-94 | Анди Коул, Нюкасъл Юнайтед                                                               | 34          |
| 1994-95 | Алън Шиърър, Блекбърн Роувърс                                                            | 34          |
| 1995-96 | Алън Шиърър, Блекбърн Роувърс                                                            | 31          |
| 1996-97 | Алън Шиърър, Нюкасъл Юнайтед                                                             | 25          |
| 1997-98 | Крис Сътън, Блекбърн Роувърс Дион Дъблин, Ковънтри Сити Майкъл Оуен, Ливърпул            | 18          |
| 1998-99 | Джими Флойд Хасълбанк, Лийдс Юнайтед Майкъл Оуен, Ливърпул Дуайт Йорк, Манчестър Юнайтед | 18          |
| 1999-00 | Кевин Филипс, Съндърланд                                                                 | 30          |

## Шампиони на Англия 1990 – 1999
- 1990/91 – Арсенал
- 1991/92 – Лийдс
- 1992/93 – Манчестър Юнайтед
- 1993/94 – Манчестър Юнайтед
- 1994/95 – Блекбърн Роувърс
- 1995/96 – Манчестър Юнайтед
- 1996/97 – Манчестър Юнайтед
- 1997/98 – Арсенал
- 1998/99 – Манчестър Юнайтед

== Пълно класиране 1990 – 1999 ==chelsea